# Colus turgidulus
Colus turgidulus är en snäckart som först beskrevs av Friele 1877.  Colus turgidulus ingår i släktet Colus och familjen valthornssnäckor. Inga underarter finns listade i Catalogue of Life.